# 氯铂酸铵
氯铂酸铵是一种无机化合物，化学式为(NH4)2[PtCl6]。它是不潮解的可溶性四价铂的例子之一。它在水中形成深黄色溶液，但在1 mol·L-1 NH4Cl中的溶解度却只有0.0028 g/100 mL。

## 化学性质
(NH4)2[PtCl6]在氢气中于200 °C加热，生成铂海绵。和氯气反应生成H2[PtCl6]。